# Synaphea flexuosa
Synaphea flexuosa är en tvåhjärtbladig växtart som beskrevs av Alexander Segger George. Synaphea flexuosa ingår i släktet Synaphea och familjen Proteaceae. Inga underarter finns listade i Catalogue of Life.